# Nirimi mészárlás
2023. október 7-én a a Gázai övezetből érkező Hamász terrorcsoport meglepetésszerű fegyveres terrortámadást indított Izrael ellen. A támadás egyik célpontja Nirim volt, egy dél-izraeli kibuc, amely a gázai határtól körülbelül 2 kilométer (1,2 mi) távolságra fekszik. A kibuc lakói közül legalább öten meghaltak, sokan megsérültek, ismeretlen számú, de legalább négy civilt ejtettek túszul és hurcoltak Gázába.

## Háttér
Nirim Kibuc a Negev-sivatag északnyugati részén, a Gázai övezet közelében található. 1946-ban alapította a „Nir”, a Hasomer Hacair fiatal pionírjaiból álló kis csapat. Nirim gazdasága a földművelésen alapul: szántóföldi növényeik, avokádóültetvényük, üvegházaik és fejősteheneik is vannak. Körülbelül 500 ember, köztük körülbelül 130 gyermek él a kibucban.

## A támadás
Az Izrael elleni 2023-as Hamász-támadás részeként 2023. október 7-én a hajnali órákban egy hozzávetőleg 20 főből álló terrorista csoport érkezett Kibbutz Nirimbe, gépkarabélyokkal, gránátokkal és páncéltörő gránátokkal felszerelkezve. Házakat gyújtottak fel, otthonokat lőttek szét és gránátokat dobáltak. Amit Levy tizedes, egy éppen szabadságon levő rendőrtiszt, amint meghallotta a lövöldözést, csatlakozott a kibuc készenléti osztagának néhány tagjához, és az M16-os gépkarabélyával harcolt a terroristák ellen. A katonai biztonsági koordinátor szerint az összecsapást követően Levy és a készenléti osztag tagjai egy siló tetején helyezkedtek el, ami stratégiailag a legjobb választás volt. A terroristák felismerték taktikai hátrányukat és végül a visszavonulás mellett döntöttek. Később további Nukhba erők érkeztek motorkerékpárokon és furgonokon.
Miközben a siló tetejéről lőtték a terroristákat, az Izraeli Védelmi Erők (IDF) támadó helikoptere kapcsolatba lépett a védőkkel. Közösen megállapodtak abban, hogy a kibucban szállnak szembe a terroristákkal, miközben a helikopter légicsapásokat hajt végre a kerítés közelében és azon túl is.
Körülbelül hét órával azután, hogy a terroristák betörtek a kibucba, értek oda az IDF első szárazföldi csapatai, hogy felvegyék a harcot a fegyveresek ellen. A mészárlás túlélői között volt Shai Levy, a Mako katonai tudósítója, aki egy menedékhelyen tartózkodott és tudósított az eseményekről.

## Utóhatások
Október 15-én Izrael közölte, hogy megölte a Hamász egyik parancsnokát, Billal Al Kedrát, akiről  az izraeli biztonsági erők úgy gondolják, hogy a nirimi támadás mögött állt.

## Fordítás
Ez a szócikk részben vagy egészben  a   Nirim massacre című angol Wikipédia-szócikk ezen változatának fordításán alapul.  Az eredeti cikk szerkesztőit annak laptörténete sorolja fel. Ez a jelzés csupán a megfogalmazás eredetét és a szerzői jogokat jelzi, nem szolgál a cikkben szereplő információk forrásmegjelöléseként.